# Janet Flanner
Janet Flanner, född 13 mars 1892 i Indianapolis i Indiana, död 7 november 1978 i New York, var en amerikansk journalist.   
Flanner började sin bana som journalist i sin hemstad Indianapolis, där hon arbetade som filmkritiker år 1916. År 1922 bosatte hon sig i Paris och blev  där tidningen The New Yorkers korrespondent. Hon skrev under pseudonymen "Genêt", och med undantag för krigsåren 1939–1944 kom hon att bo i Paris fram till 1975.
Flanner kom bland annat att skildra Hitlers väg till makten i en artikel från 1936.
Under sina sista år levde Flanner tillsammans med sin partner sedan 30 år tillbaka, Natalia Danesi Murray.